# Municipio de Ihtiman
El municipio de Ihtiman (búlgaro: Община Ихтиман) es un municipio búlgaro perteneciente a la provincia de Sofía. Se ubica al sureste de la capital nacional Sofía y su término municipal limita con la provincia de Sofía-Ciudad al oeste y con la provincia de Pazardzhik al este. Por su término municipal pasa la carretera A1 que une Sofía con Burgas.

## Demografía
En 2011 tiene 17 720 habitantes, de los cuales el 67,71% son búlgaros y el 23,31% gitanos. Su capital es Ihtiman, donde viven tres cuartas partes de la población del municipio.

## Pueblos
Además de la capital municipal Ihtiman, el municipio incluye los siguientes pueblos:
| - Balovtsi - Banchovtsi - Belitsa - Bogdanovtsi - Boeritsa - Borika - Buziakovtsi - Bardo - Vakarel - Venkovets - Verinsko - Dzhamuzovtsi - Zhivkovo | - Kostadinkino - Liubnitsa - Mechkovtsi - Mirovo - Mujovo - Neikovets - Panovtsi - Paunovo - Poliantsi - Popovtsi - Razhana - Selianin - Stambolovo - Chernovo |